# آیاتو هاسبه
آیاتو هاسبه (انگلیسی: Ayato Hasebe؛ زادهٔ ۶ فوریهٔ ۱۹۹۰) بازیکن فوتبال اهل ژاپن است.
از باشگاه‌هایی که در آن بازی کرده‌است می‌توان به باشگاه فوتبال آلبیرکس نیگاتا اشاره کرد.